# مارتا لوگان
مارتا لوگان (به انگلیسی: Martha Logan) یکی از نقش‌های سریال ۲۴ که جین سمارت آن را نقش آفرینی کرده‌است، او در فصل‌های ۵ و ۶ این سریال نقش آفرینی کرده‌است.

## ایفای نقش

### فصل پنجم
در این فصل مارتا به عنوان همسر رئیس‌جمهور ایالات متحده آمریکا؛ چارلز لوگان است و او دارای بیماری روانی است که بهبود یافته ولی برخی سران کاخ سفید به دلیل اینکه مارتا لوگان مدرکی علیه برخی افراد در مورد ترور رئیس‌جمهور پیشین آمریکا؛ دیوید پالمر دارد سعی در این دارند که نمایان کنند که مارتا لوگان هنوز بهبود نیافته‌است، در اواخر فصل مارتا به واحد CTU و جک باور کمک می‌کند تا ثابت کند که همسرش (رئیس‌جمهور چارلز لوگان) فاسد است و موفق به این کار می‌شود، همچنین در اواخر این فصل وجود رابطه احساسی بین مارتا و آرون پیرس یکی از مأموران سرویس مخفی دیده می‌شود.

### فصل ششم
در این فصل مارتا می‌خواهد به شوهر سابقش چارلز لوگان که پشیمان شده‌است کمک کند و همچنین با آرون پیرس رابطه دارد.